# Municipio de Salem (condado de Westmoreland)
El municipio de Salem (en inglés: Salem Township) es un municipio ubicado en el condado de Westmoreland en el estado estadounidense de Pensilvania. En el año 2000 tenía una población de 6,939 habitantes y una densidad poblacional de 56 personas por km².

## Geografía
El municipio de Salem se encuentra ubicado en las coordenadas 40°25′00″N 79°28′59″O / 40.41667, -79.48306.

## Demografía
Según la Oficina del Censo en 2000 los ingresos medios por hogar en la localidad eran de $34,467 y los ingresos medios por familia eran $39,803. Los hombres tenían unos ingresos medios de $35,197 frente a los $22,885 para las mujeres. La renta per cápita para la localidad era de $18,937. Alrededor del 7,7% de la población estaban por debajo del umbral de pobreza.